# HD 165185
HD 165185 es una estrella en la constelación de Sagitario de magnitud aparente +5,95.
Se encuentra a 57 años luz del sistema solar y su máximo acercamiento a la Tierra tuvo lugar hace 851 000 años, cuando estuvo a 29 años luz de distancia.
La estrella conocida más cercana a ella es GJ 2133, a 3,3 años luz.

## Características
HD 165185 es una enana amarilla de tipo espectral G1V con una temperatura superficial de 5855 K.
Tiene una luminosidad un 18% superior a la luminosidad solar y una masa un 12% mayor que la masa solar.
Gira sobre sí misma con una velocidad de rotación proyectada de 7,5 km/s, lo que conlleva que su período de rotación es, como máximo, de 6,8 días.
HD 165185 posee un contenido metálico comparable al del Sol, siendo su índice de metalicidad [Fe/H] = +0,02. Todos los elementos evaluados presentan niveles comparables a los solares.

## Cinemática
La cinemática de HD 165185 permite incluirla dentro de la «corriente de estrellas de la Osa Mayor», grupo de estrellas con velocidades similares a través del espacio con un probable origen común.
π1 Ursae Majoris, EZ Ceti y MT Pegasi son estrellas análogas a HD 165185 miembros también de dicha corriente.
La edad de dicha asociación es de unos 500 millones de años, aunque estudios mediante girocronología —método para determinar de forma precisa las edades de las estrellas por su velocidad de rotación— le otorgan una edad a HD 165185 de 291 millones de años.